# Кривоносова Олена
Олена Кривоносова (також Олена Єна; нар. 24 червня 1972) — українська волейболістка, догравальниця.
У складі збірної України виступала на літніх Олімпійських іграх 1996 року в Атланті і чемпіонаті Європи 2001 року.

## Клуби
| Роки      | Команди                    |
| --------- | -------------------------- |
| 1993—1996 | «Динамо-Джінестра» (Одеса) |
| 1996—1998 | «Хімволокно» (Черкаси)     |
| 1998—1999 | «Расинг» (Канни)           |
| 1999—2000 | «Хімволокно» (Черкаси)     |
| 2000—2001 | «Пост» (Відень)            |
| 2002—2004 | «Філатлітікос» (Салоніки)  |
| 2005—2006 | «Динамо» (Бухарест)        |
| 2006—2007 | «Джінестра» (Одеса)        |